# Liga MX
Liga MX, sponzorskog naziva Liga BBVA MX, najviša je profesionalna nogometna liga u Meksiku i predstavlja najviši rang meksičkog nogometnog sustava. Liga trenutno ima 18 klubova. Svaka se sezona dijeli na dva kratka turnira: Apertura (od srpnja do prosinca) i Clausura (od siječnja do svibnja). Prvaci lige određuju se kroz doigravanje poznato kao liguilla.

Liga MX trenutno zauzima prvo mjesto na ljestvici CONCACAF-a. Prema podacima IFFHS-a, Liga MX bila je rangirana kao deseta po jakosti u prvom desetljeću 21. stoljeća.
Prema CONCACAF-u, Liga MX je tijekom sezone 2014./15. imala prosječnu posjećenost od 25 557 gledatelja po utakmici – najveću među svim nogometnim ligama na američkom kontinentu i treću po brojnosti među profesionalnim sportskim ligama u Sjevernoj Americi, odmah iza NFL-a i MLB-a. Također, Liga MX je četvrta po posjećenosti nogometna liga na svijetu, iza Bundeslige, Premier lige i La Lige.
Po gledanosti na televiziji u Sjedinjenim Američkim Državama, Liga MX zauzima drugo mjesto, odmah iza Premier lige.
Najtrofejniji klub u povijesti lige je Club América s rekordnih 16 osvojenih naslova, a slijedi ga Guadalajara s 12 naslova. Ukupno su 24 različita kluba barem jednom osvojila naslov prvaka u najvišem rangu meksičkog nogometa.
Svake godine najmanje šest klubova iz Liga MX-a kvalificira se za CONCACAF-ov kup prvaka, najvažnije klupsko natjecanje u Sjevernoj Americi. Liga MX ima zajamčenih šest mjesta, a dodatna tri mjesta klubovi mogu osvojiti putem Leagues Cupa, zajedničkog natjecanja s američkim MLS-om, što omogućuje najviše devet sudionika iz Meksika.
U pravilu se za Kup prvaka kvalificiraju: pobjednici i finalisti Aperture i Clausure, kao i sljedeće dvije najbolje ekipe prema ukupnoj ljestvici sezone. Od dvaju prvaka (Apertura i Clausura), onaj s boljim plasmanom u ukupnom poretku izravno se plasira u osminu finala natjecanja.

## Momčadi
| Klub              | Grad                     | Stadion                | Kapacitet |
| ----------------- | ------------------------ | ---------------------- | --------- |
| América           | Ciudad de México         | Azteca                 | 87 523    |
| Atlas             | Guadalajara              | Jalisco                | 56 713    |
| Atlético San Luis | San Luis Potosí          | Alfonso Lastras        | 25 111    |
| Cruz Azul         | Ciudad de México         | Olímpico Universitario | 72 000    |
| Guadalajara       | Zapopan                  | Akron                  | 45 364    |
| Juárez            | Ciudad Juárez            | Olímpico Benito Juárez | 19 703    |
| León              | León                     | León                   | 31 297    |
| Mazatlán          | Mazatlán                 | Mazatlán               | 25 000    |
| Monterrey         | Guadalupe                | BBVA                   | 53 500    |
| Necaxa            | Aguascalientes           | Victoria               | 25 500    |
| Pachuca           | Pachuca                  | Hidalgo                | 25 922    |
| Puebla            | Puebla                   | Cuauhtémoc             | 51 726    |
| Querétaro         | Querétaro                | Corregidora            | 33 162    |
| Santos Laguna     | Torreón                  | Corona                 | 30 000    |
| Tijuana           | Tijuana                  | Caliente               | 27 333    |
| Toluca            | Toluca                   | Nemesio Díez           | 30 000    |
| UANL              | San Nicolás de los Garza | Universitario          | 42 000    |
| UNAM              | Ciudad de México         | Olímpico Universitario | 72 000    |